# 地窝子
地窝子是一种在沙漠化地区较简陋的居住方式，挖制方式比较简单：在地面以下挖约一米深的坑，形状四方，面积约两三米，四周用土坯或砖瓦垒起约半米的矮墙，顶上放几根椽子，再搭上树枝编成的筏子，再用草叶、泥巴盖顶。地窝子可以抵御沙漠化地区常见的风沙，并且冬暖夏凉，但通风较差。
1950年代的新疆生产建设兵团，以及后来被遣往中国西部劳改的"右派"成员，都曾在地窝子里生活过。现在地窝子已经较少看到。